# Juba barchanorum
Juba barchanorum är en insektsart som först beskrevs av Rauno E. Linnavuori 1973.  Juba barchanorum ingår i släktet Juba och familjen Flatidae. Inga underarter finns listade i Catalogue of Life.